# Gerhard von Zbraslav und Obřany

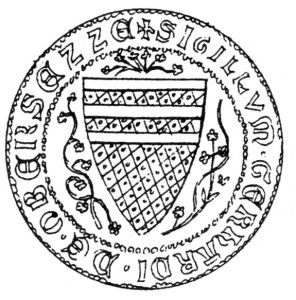
Siegel

Gerhard von Zbraslav und Obřany (auch Gerhard von Zbraslaus und Obrzan; tschechisch Gerhard ze Zbraslavi a Obřan; * um 1246; † 1291) war ein mährischer Adliger. 1283 bis 1285 bekleidete er das Amt des Unterkämmerers von Mähren.

## Leben
Gerhard von Zbraslav und Obřany entstammte den mährischen Herren von Obřany, die dem Adelsgeschlecht von Kunstadt zugerechnet werden. Er war der älteste Sohn des Znaimer Burggrafen Boček von Jaroslavice und Zbraslav und der Euphemie, Tochter des Přibyslav von Křižanov. Seinen Vornamen und das Prädikat „von Zbraslav“ erhielt er nach seinem Großvater Gerhard von Zbraslav, dessen Vorfahren nicht bekannt sind. Später wurde ihr Vorname „Gerhard“ über „Erhart“ zu „Heralt“ slawisiert.
Nach dem frühen Tod des Vaters 1255, der testamentarisch einen Großteil seiner Ländereien dem von ihm gegründeten Kloster Žďár übertrug, erhielten Gerhard und sein wohl ein Jahr älterer Bruder Smil u. a. Jaroslavice und Obřany. Der Titel eines Grafen von Pernegg, den ihr Vater trug, wurde ihnen nicht verliehen. Möglicherweise war er nur auf dessen Lebenszeit beschränkt. Da Gerhard und sein Bruder noch nicht die Volljährigkeit erreicht hatten, standen sie zunächst unter der Vormundschaft ihres Onkels Smil von Zbraslav und Střílky.
1262 bezeugte Gerhard zusammen mit seiner Mutter und seinem Bruder Smil eine Schenkung seines Onkels Smil von Lichtenburg für das Kloster Bobrůvka. 1263 ist er erstmals mit dem Prädikat „von Zbraslav“ (de Zbraslann) belegt. Vermutlich um diese Zeit trat er in die Dienste der Königin Kunigunde, die er 1265 nach Písek begleitete. Zudem war er zugegen, als sie dem Konvent des Klosters Žďár einige Weingüter bei Blučina sowie das benachbarte Novošice (Bertholdsdorf) schenkte. 1267 erbte er die Besitzungen seines Bruders Smil, der im Alter von etwa 22 Jahren starb. Nach dem Tod seines Onkels Smil von Zbraslav und Střílky, der 1261 das Kloster Smilheim gegründet hatte, übernahm Gerhard das Patronat über das Kloster. Als Gerhards Schwester Agnes/Anežka 1277 dem Kloster Žďár ein Drittel des Dorfes Těšany übertrug, war Gerhard zusammen mit seiner Mutter, seinem Onkel Kuna von Zbraslav und Kunstadt und dessen Sohn Boček, dem späteren Begründer der Jevišovicer Stammlinie der Herren von Kunstadt, in Žďár als Zeuge anwesend.
1278 benutzte Gerhard erstmals das Prädikat „von Obřany“ (z Obřan). Deshalb ist wahrscheinlich, dass er zwei Kilometer nordöstlich von Obřany, das bereits im Besitz seines Vaters gewesen war, die Burg Obřany errichtete oder vollendete. Obwohl sein Vater niemals das Prädikat „von Obřany“ benutzte, wurde dieses später auch auf ihn und sogar auf dessen Vater Gerhard von Zbraslav, der nie im Besitz von Obřany gewesen war, übertragen.
Im August 1278 nahm Gerhard vermutlich an der Schlacht auf dem Marchfeld teil, bei der König Ottokar II. Přemysl den Tod fand. 1283 wurde er nach der Rückkehr des Königs Wenzel II. aus der brandenburgischen Geiselhaft von diesem zum Unterkämmerer von Mähren ernannt. Es ist nicht bekannt, warum er in der zweiten Hälfte des Jahres 1285 beim König in Ungnade fiel und das Amt des Unterkämmerers verlor. Im selben Jahr verkaufte er das Heiratsgut seiner Frau in Ebenfurth an Konrad von Pottendorf.
1289 verfasste Gerhard sein Testament, mit dem er den Großteil seiner Besitzungen dem Kloster Žďár übertrug. Zwei Jahre später starb er im Alter von etwa 45 Jahren. Seine Frau starb vier Jahre später, 1295. Mit ihrem Sohn Smil von Obřany erlosch 1312/13 der Stamm der Herren von Obřany.

## Familie
Gerhard von Zbraslav und Obřany war seit etwa 1266 mit Jutta/Jitka von Feldsberg († 1295) verheiratet. Der Ehe entstammten die Kinder
1. Boček von Obřany († 1296)
2. Smil von Obřany († 1312/13), Unterkämmerer von Mähren; verheiratet mit Anna, Tochter des Ulrich II. von Neuhaus
3. Agnes/Anežka († 1300); verheiratet mit Jenec von Šumperk
4. Euphemia/Ofka († 1297); verheiratet mit Tas von Lomnitz (z Lomnice; † vor 1317)